# Беспроводные персональные сети (WPAN)
Беспроводные персональные сети (англ. Wireless personal area network, WPAN) — сети, стандарт которых разработан рабочей группой IEEE 802.15. 
WPAN применяются для связи различных устройств, включая компьютерную, бытовую и оргтехнику, средства связи и т. д.
Физический и канальный уровни регламентируются[уточнить] стандартом IEEE 802.15.4.
Радиус действия WPAN составляет от нескольких десятков сантиметров до нескольких метров. WPAN используется как для объединения отдельных устройств между собой, так и для связи их с сетями более высокого уровня, например, глобальной сетью интернет.
WPAN может быть развёрнута с использованием различных сетевых технологий, например: Bluetooth, ZigBee, 6loWPAN и другими.